# Скриминг Мэд Джордж
Скриминг Мэд Джордж (англ. Screaming Mad George, урожд. Дзёдзи Тани, 7 октября 1968, Осака, Япония) — музыкант, мастер спецэффектов.

## Биография
Дзёдзи Тани родился в Осаке. В конце 1970-х он играл в панк-рок группе The Mad. C целью выделиться изменил своё имя на Джордж. Затем эмигрировал в США, где окончил школу изобразительных искусств в Нью-Йорке. Здесь он снова изменил имя — на Скриминг Мэд Джордж, псевдоним был создан под влиянием любви к журналу Mad и Скримин Джей Хокинсу. Ранние работы Джорджа включают в себя спецэффекты в таких фильмах как «Большой переполох в маленьком Китае» (1986), «Хищник» (1987), «Кошмар на улице Вязов 3: Воины сна» (1987), «Кошмар на улице Вязов 4: Повелитель сна» (1988, сцена превращения в таракана), «Арена» (1989). В 1989 году он делал спецэффекты для фильма режиссёра Брайана Юзны «Общество». Издания Variety и Austin Chronicle оценили спецэффекты в фильме скорее негативно, в то время как Los Angeles Times и Empire оценили работу Джорджа положительно. С Юзной Джордж впоследствии работал над рядом фильмов. Спецэффекты к фильму Юзны «Инициация: Тихая ночь, смертельная ночь 4» (1990) Variety оценил положительно. В 1991 году Джордж спродюсировал и совместно со Стивом Вангом срежиссировал фильм «Гайвер». В Entertainment Weekly отметили хорошие спецэффекты и клишированность самого фильма. Эффекты в «Образине» (1993) Los Angeles Times охарактеризовал потрясающими, а Ain't It Cool News заявил, что работа Джорджа — лучший повод смотреть фильм. Также отмечалась работа Джорджа над фильмами «Дети кукурузы 3: Городская жатва» (1995), «Истории из морга» (1995), «Эмбрион» (1998).
Номинировался на премию «Сатурн» за лучший грим в фильме «Образина» в 1994 году и DVD Exclusive Awards за лучшие визуальные эффекты в фильме «Фауст: Любовь проклятого» в 2001 году.

## Фильмография
| Год  | Фильм                                             | Режиссёр                       | Вклад                                       |
| ---- | ------------------------------------------------- | ------------------------------ | ------------------------------------------- |
| 1986 | Полтергейст 2: Обратная сторона                   | Брайан Гибсон                  | создание существ                            |
| 1986 | Большой переполох в маленьком Китае               | Джон Карпентер                 | технический специалист                      |
| 1987 | Хищник                                            | Джон Мактирнан                 | спецэффекты                                 |
| 1987 | Кошмар на улице Вязов 3: Воины сна                | Чак Рассел                     | гримёр                                      |
| 1988 | Кошмар на улице Вязов 4: Повелитель сна           | Ренни Харлин                   | гримёр, сцена превращения в таракана        |
| 1988 | Don't Panic                                       | Рубен Галиндо                  | спецэффекты                                 |
| 1989 | Teito taisen                                      | Такасиге Итизе                 | сюрреалистичный визуальный дизайн и эффекты |
| 1989 | Общество                                          | Брайан Юзна                    | сюрреалистичный грим                        |
| 1988 | Игра в прятки                                     | Скип Скулник                   | спецэффекты                                 |
| 1989 | Проклятие 2: Укус                                 | Фредерико Проспери             | спецэффекты                                 |
| 1989 | Невеста реаниматора                               | Брайан Юзна                    | спецэффекты                                 |
| 1989 | Бездна                                            | Джеймс Кэмерон                 | скульптор                                   |
| 1989 | Заклинатель Кудзяку                               |                                | дизайнер херувима                           |
| 1990 | Инициация: Тихая ночь, смертельная ночь 4         | Брайан Юзна                    | спецэффекты                                 |
| 1991 | Гайвер                                            | Скриминг Мэд Джордж, Стив Ванг | режиссёр, спецгрим, спецэффекты             |
| 1991 | Тихая ночь, смертельная ночь 5: Создатель игрушек | Мартин Китроссер               | дизайнер                                    |
| 1992 | Мерзавцы кун-фу                                   | Стив Ванг                      | спецэффекты                                 |
| 1993 | Книга мертвых, пролог «Библиотекарь»              | Брайан Юзна                    | создатель «чужого библиотекаря»             |
| 1993 | Уроды                                             | Том Стерн, Алекс Уинтер        | спецгрим                                    |
| 1994 | Обкуренные                                        | Джеймс Мелконян                | «угловатый глаз»                            |
| 1995 | Дети кукурузы 3: Городская жатва                  | Джеймс Хикокс                  | спецгрим, грим созданий                     |
| 1996 | Космические дальнобойщики                         | Стюарт Гордон                  | спецэффекты                                 |
| 1997 | Американский оборотень в Париже                   | Энтони Уоллер                  | спецгрим                                    |
| 1997 | Снеговик                                          | Майкл Куни                     | грим                                        |
| 1997 | Звёздный бойскаут                                 | Мэнни Кото                     | миниатюры                                   |
| 1998 | Эмбрион                                           | Брайан Юзна                    | дизайнер, скульптор, куклы пришельцев       |
| 1998 | Дантист 2                                         | Брайан Юзна                    | благодарность за спецэффекты                |
| 2000 | Фауст: Любовь проклятого                          | Брайан Юзна                    | спецэффекты, спецгрим                       |
| 2001 | Кровь самурая                                     | Аарон Ямасато                  | спецгрим                                    |
| 2003 | Возвращение реаниматора                           | Брайан Юзна                    | спецгрим и механические эффекты             |
| 2003 | Легенда о дьяволе                                 | Роберт Нэптон                  | спецгрим и механические эффекты             |